# Ryōyū Kobayashi
Ryōyū Kobayashi (小林 陵侑?, Kobayashi Ryōyū; Hachimantai, 8 novembre 1996) è un saltatore con gli sci giapponese.
Nel suo palmarès figurano tra l'altro un oro olimpico, tre medaglie iridate, due Coppe del Mondo generali, una Coppa del Mondo di volo e tre Tornei dei quattro trampolini.

## Biografia

### Stagioni 2016-2018
In Coppa del Mondo ha esordito il 23 gennaio 2016 a Zakopane (8°); nello stesso anno ai Mondiali juniores di Râșnov ha vinto la medaglia di bronzo nel trampolino normale e nella gara a squadre. Ha esordito ai Campionati mondiali a Lahti 2017, dove è stato 7º nella gara a squadre dal trampolino lungo; ha ottenuto il primo podio in Coppa del Mondo il 25 novembre 2017 a Kuusamo (3°).
Ai Mondiali di volo di Oberstdorf 2018 è stato 16º nella gara individuale. Ai XXIII Giochi olimpici invernali di Pyeongchang 2018, suo esordio olimpico, si è classificato 7º nel trampolino normale, 10º nel trampolino lungo e 6º nella gara a squadre.

### Stagioni 2019-2025
Il 24 novembre 2018 ha colto a Kuusamo la sua prima vittoria in Coppa del Mondo e nella medesima stagione ha conquistato il successo nel Torneo dei quattro trampolini, vincendo inoltre tutte e quattro le prove e divenendo così il terzo atleta (dopo Sven Hannawald nel 2001-2002 e Kamil Stoch nel 2017-2018) a riuscire nell'impresa. Ai Mondiali di Seefeld in Tirol 2019 ha vinto la medaglia di bronzo nella gara a squadre ed è stato 14º nel trampolino normale, 4º nel trampolino lungo e 5º nella gara a squadre mista; al termine della stagione si è aggiudicato sia la Coppa del Mondo generale, sia quella di volo. Ai Mondiali di Oberstdorf 2021 si è classificato 12º nel trampolino normale, 34º nel trampolino lungo, 4º nella gara a squadre e 5º nella gara a squadre mista.
Ai XXIV Giochi olimpici invernali di Pechino 2022 ha vinto la medaglia d'oro nel trampolino normale, quella d'argento nel trampolino lungo e si è piazzato 5º nella gara a squadre e 4º nella gara a squadre mista; ai successivi Mondiali di volo di Vikersund 2022 è stato 13º nella gara individuale e 6º in quella a squadre e in quella stagione 2021-2022 ha conquistato anche la sua seconda Coppa del Mondo generale e il suo secondo Torneo dei quattro trampolini. Ai Mondiali di Planica 2023 ha vinto la medaglia d'argento nel trampolino lungo e si è classificato 30º nel trampolino normale, 7º nella gara a squadre e 5º nella gara a squadre mista; nella successiva stagione 2023-2024 ha vinto per la terza volta il Torneo dei quattro trampolini e ai Mondiali di volo di Tauplitz 2024 si è piazzato 9º nella gara individuale e 5º in quella a squadre. Ai Mondiali di Planica 2023 si è piazzato 5º nella gara a squadre mista, mentre ai successivi Mondiali di Trondheim 2025 ha vinto la medaglia di bronzo nel trampolino lungo ed è stato 7º nel trampolino normale, 5º nella gara a squadre e 5º nella gara a squadre mista.

## Palmarès

### Olimpiadi
- 2 medaglie:
  - 1 oro (trampolino normale a Pechino 2022)
  - 1 argento (trampolino lungo a Pechino 2022)

### Mondiali
- 3 medaglie:
  - 1 argento (trampolino lungo a Planica 2023)
  - 2 bronzi (gara a squadre a Seefeld in Tirol 2019; trampolino lungo a Trondheim 2025)

### Mondiali juniores
- 2 medaglie:
  - 2 bronzi (trampolino normale, gara a squadre a Râșnov 2016)

### Coppa del Mondo
- Vincitore della Coppa del Mondo nel 2019 e nel 2022
- Vincitore della Coppa del Mondo di volo nel 2019
- 80 podi (71 individuali, 9 a squadre):
  - 35 vittorie (individuali)
  - 25 secondi posti (22 individuali, 3 a squadre)
  - 20 terzi posti (14 individuali, 6 a squadre)

#### Coppa del Mondo - vittorie
| Data             | Località               | Nazione   | Trampolino                 |
| ---------------- | ---------------------- | --------- | -------------------------- |
| 24 novembre 2018 | Kuusamo                | Finlandia | Rukatunturi HS142          |
| 25 novembre 2018 | Kuusamo                | Finlandia | Rukatunturi HS142          |
| 2 dicembre 2018  | Nižnij Tagil           | Russia    | Aist HS134                 |
| 16 dicembre 2018 | Engelberg              | Svizzera  | Gross-Titlis-Schanze HS140 |
| 30 dicembre 2018 | Oberstdorf             | Germania  | Schattenberg HS137         |
| 1º gennaio 2019  | Garmisch-Partenkirchen | Germania  | Große Olympiaschanze HS142 |
| 4 gennaio 2019   | Innsbruck              | Austria   | Bergisel HS130             |
| 6 gennaio 2019   | Bischofshofen          | Austria   | Paul Ausserleitner HS140   |
| 12 gennaio 2019  | Val di Fiemme          | Italia    | Giuseppe Dal Ben HS135     |
| 2 febbraio 2019  | Oberstdorf             | Germania  | Heini Klopfer HS235        |
| 17 febbraio 2019 | Willingen              | Germania  | Mühlenkopf HS145           |
| 14 marzo 2019    | Trondheim              | Norvegia  | Granåsen HS140             |
| 24 marzo 2019    | Planica                | Slovenia  | Letalnica HS240            |
| 15 dicembre 2019 | Klingenthal            | Germania  | Vogtland Arena HS140       |
| 22 dicembre 2019 | Engelberg              | Svizzera  | Gross-Titlis-Schanze HS140 |
| 29 dicembre 2019 | Oberstdorf             | Germania  | Schattenberg HS137         |
| 13 febbraio 2021 | Zakopane               | Polonia   | Wielka Krokiew HS140       |
| 19 febbraio 2021 | Râșnov                 | Romania   | Valea Cărbunării HS97      |
| 25 marzo 2021    | Planica                | Slovenia  | Letalnica HS240            |
| 27 novembre 2021 | Kuusamo                | Finlandia | Rukatunturi HS142          |
| 12 dicembre 2021 | Klingenthal            | Germania  | Vogtland Arena HS140       |
| 19 dicembre 2021 | Engelberg              | Svizzera  | Gross-Titlis-Schanze HS140 |
| 29 dicembre 2021 | Oberstdorf             | Germania  | Schattenberg HS137         |
| 1º gennaio 2022  | Garmisch-Partenkirchen | Germania  | Große Olympiaschanze HS142 |
| 5 gennaio 2022   | Bischofshofen          | Austria   | Paul Ausserleitner HS140   |
| 29 gennaio 2022  | Willingen              | Germania  | Mühlenkopf HS145           |
| 27 febbraio 2022 | Lahti                  | Finlandia | Salpausselkä HS130         |
| 20 gennaio 2023  | Sapporo                | Giappone  | Ōkurayama HS134            |
| 22 gennaio 2023  | Sapporo                | Giappone  | Ōkurayama HS134            |
| 26 marzo 2023    | Lahti                  | Finlandia | Salpausselkä HS130         |
| 14 gennaio 2024  | Wisła                  | Polonia   | Malinka HS134              |
| 12 marzo 2024    | Trondheim              | Norvegia  | Granåsen HS100             |
| 15 febbraio 2025 | Sapporo                | Giappone  | Ōkurayama HS137            |
| 16 febbraio 2025 | Sapporo                | Giappone  | Ōkurayama HS137            |
| 15 marzo 2025    | Oslo Holmenkollen      | Norvegia  | Holmenkollen HS134         |

#### Torneo dei quattro trampolini
- Vincitore del Torneo dei quattro trampolini nel 2019, nel 2022 e nel 2024
- 12 podi di tappa[2]:
  - 8 vittorie
  - 4 secondi posti

### Summer Grand Prix
- Miglior piazzamento in classifica generale: 4º nel 2020
- 7 podi:
  - 5 vittorie
  - 2 secondi posti

#### Summer Grand Prix - vittorie
| Data           | Località    | Nazione  | Trampolino           |
| -------------- | ----------- | -------- | -------------------- |
| 24 agosto 2018 | Hakuba      | Giappone | Hakuba HS131         |
| 25 agosto 2018 | Hakuba      | Giappone | Hakuba HS131         |
| 23 agosto 2019 | Hakuba      | Giappone | Hakuba HS131         |
| 24 agosto 2019 | Hakuba      | Giappone | Hakuba HS131         |
| 2 ottobre 2021 | Klingenthal | Germania | Vogtland Arena HS140 |